# Šenčur
Šenčur je naselje z okoli 3.300 prebivalci vzhodno od Kranja in središče Občine Šenčur.